# Robert Alott
Robert Alott, eigentlich Robert Kronawetter (* 22. Oktober 1850 in Graz; † 17. November 1910 in Wien), war ein österreichischer Landschafts- und Genremaler der Düsseldorfer Schule.

## Leben

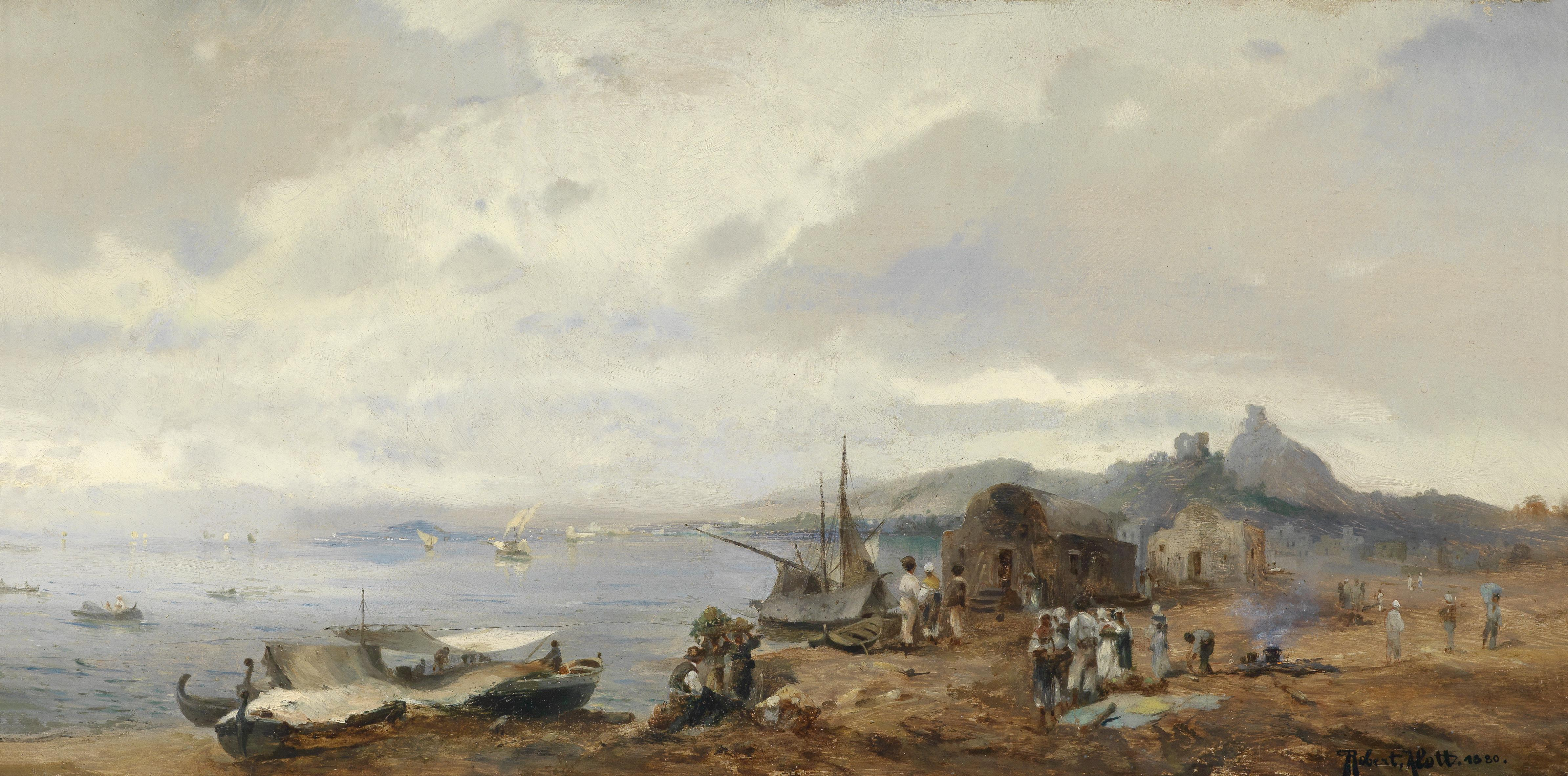
Fischer in einer süditalienischen Küstenlandschaft, 1880

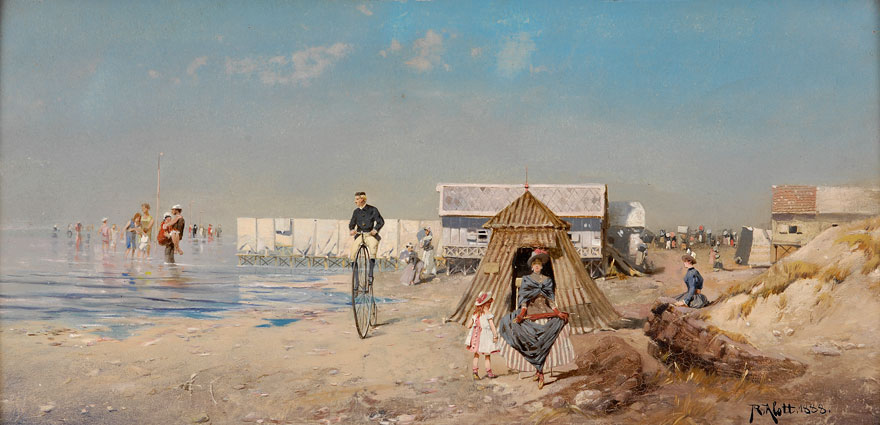
Am Strand von Ostende, 1888

Von 1868 bis 1873 studierte Alott an der Kunstakademie Wien. Dann ging er nach Düsseldorf, wo er von Oswald Achenbachs Landschaftsmalerei geprägt wurde. Als Maler von genrehaften Landschaften sowie Stadt- und Historienmotiven war er hauptsächlich in Österreich und in Italien tätig. Er bereiste aber auch Belgien und Nordafrika, insbesondere Tunesien. Seine Werke, die er in Budapest, München, Berlin, Düsseldorf und Paris ausstellte, datieren zwischen 1874 und 1907.